# Natanas Žebrauskas
Natanas Žebrauskas (Gargždai, 18 febbraio 2002) è un calciatore lituano, difensore del Banga Gargždai.

## Carriera

### Club
Cresciuto nei settori giovanili di Banga Gargždai e Norimberga, nel 2021 viene acquistato dal Greuther Fürth, che lo aggrega alla propria squadra riserve. L'11 settembre 2022 ha esordito in prima squadra, in occasione dell'incontro di 2. Bundesliga perso per 2-1 contro il Magdeburgo, subentrando al 68' a Oualid Mhamdi.

### Nazionale
Dopo aver rappresentato le nazionali giovanili lituane Under-19 ed Under-21, nel settembre 2022 viene convocato per la prima volta in nazionale maggiore.
Il 25 settembre 2022 ha esordito con la nazionale lituana, disputando l'incontro perso per 1-0 contro il Lussemburgo, valido per la UEFA Nations League 2022-2023.

## Statistiche

### Presenze e reti nei club
Statistiche aggiornate al 25 settembre 2022.
| Stagione        | Squadra           | Campionato      | Campionato | Campionato | Coppe nazionali | Coppe nazionali | Coppe nazionali | Coppe continentali | Coppe continentali | Coppe continentali | Altre coppe | Altre coppe | Altre coppe | Totale | Totale |
| Stagione        | Squadra           | Comp            | Pres       | Reti       | Comp            | Pres            | Reti            | Comp               | Pres               | Reti               | Comp        | Pres        | Reti        | Pres   | Reti   |
| --------------- | ----------------- | --------------- | ---------- | ---------- | --------------- | --------------- | --------------- | ------------------ | ------------------ | ------------------ | ----------- | ----------- | ----------- | ------ | ------ |
| 2021-2022       | Greuther Fürth II | RL              | 20+1       | 0          |                 | -               | -               |                    | -                  | -                  |             | -           | -           | 21     | 0      |
| 2022-2023       | Greuther Fürth II | RL              | 7          | 0          |                 | -               | -               |                    | -                  | -                  |             | -           | -           | 7      | 0      |
| 2022-2023       | Greuther Fürth    | 2L              | 1          | 0          | CG              | 0               | 0               |                    | -                  | -                  |             | -           | -           | 1      | 0      |
| Totale carriera | Totale carriera   | Totale carriera | 29         | 0          |                 | 0               | 0               |                    | -                  | -                  |             | -           | -           | 29     | 0      |

### Cronologia presenze e reti in nazionale
| Cronologia completa delle presenze e delle reti in nazionale ― Lituania | Cronologia completa delle presenze e delle reti in nazionale ― Lituania | Cronologia completa delle presenze e delle reti in nazionale ― Lituania | Cronologia completa delle presenze e delle reti in nazionale ― Lituania | Cronologia completa delle presenze e delle reti in nazionale ― Lituania | Cronologia completa delle presenze e delle reti in nazionale ― Lituania | Cronologia completa delle presenze e delle reti in nazionale ― Lituania | Cronologia completa delle presenze e delle reti in nazionale ― Lituania |
| Data                                                                    | Città                                                                   | In casa                                                                 | Risultato                                                               | Ospiti                                                                  | Competizione                                                            | Reti                                                                    | Note                                                                    |
| ----------------------------------------------------------------------- | ----------------------------------------------------------------------- | ----------------------------------------------------------------------- | ----------------------------------------------------------------------- | ----------------------------------------------------------------------- | ----------------------------------------------------------------------- | ----------------------------------------------------------------------- | ----------------------------------------------------------------------- |
| 25-9-2022                                                               | Lussemburgo                                                             | Lussemburgo                                                             | 1 – 0                                                                   | Lituania                                                                | UEFA Nations League 2022-2023 - 1º turno                                | -                                                                       | 43’                                                                     |
| 16-11-2022                                                              | Kaunas                                                                  | Lituania                                                                | 0 – 0 (5 – 6 dtr)                                                       | Islanda                                                                 | Coppa del Baltico 2022                                                  | -                                                                       | 71’                                                                     |
| 19-11-2022                                                              | Tallinn                                                                 | Estonia                                                                 | 2 – 0                                                                   | Lituania                                                                | Coppa del Baltico 2022                                                  | -                                                                       | 24’                                                                     |
| Totale                                                                  |                                                                         | Presenze                                                                | 3                                                                       |                                                                         | Reti                                                                    | 0                                                                       |                                                                         |